# 萬壽臺創作社

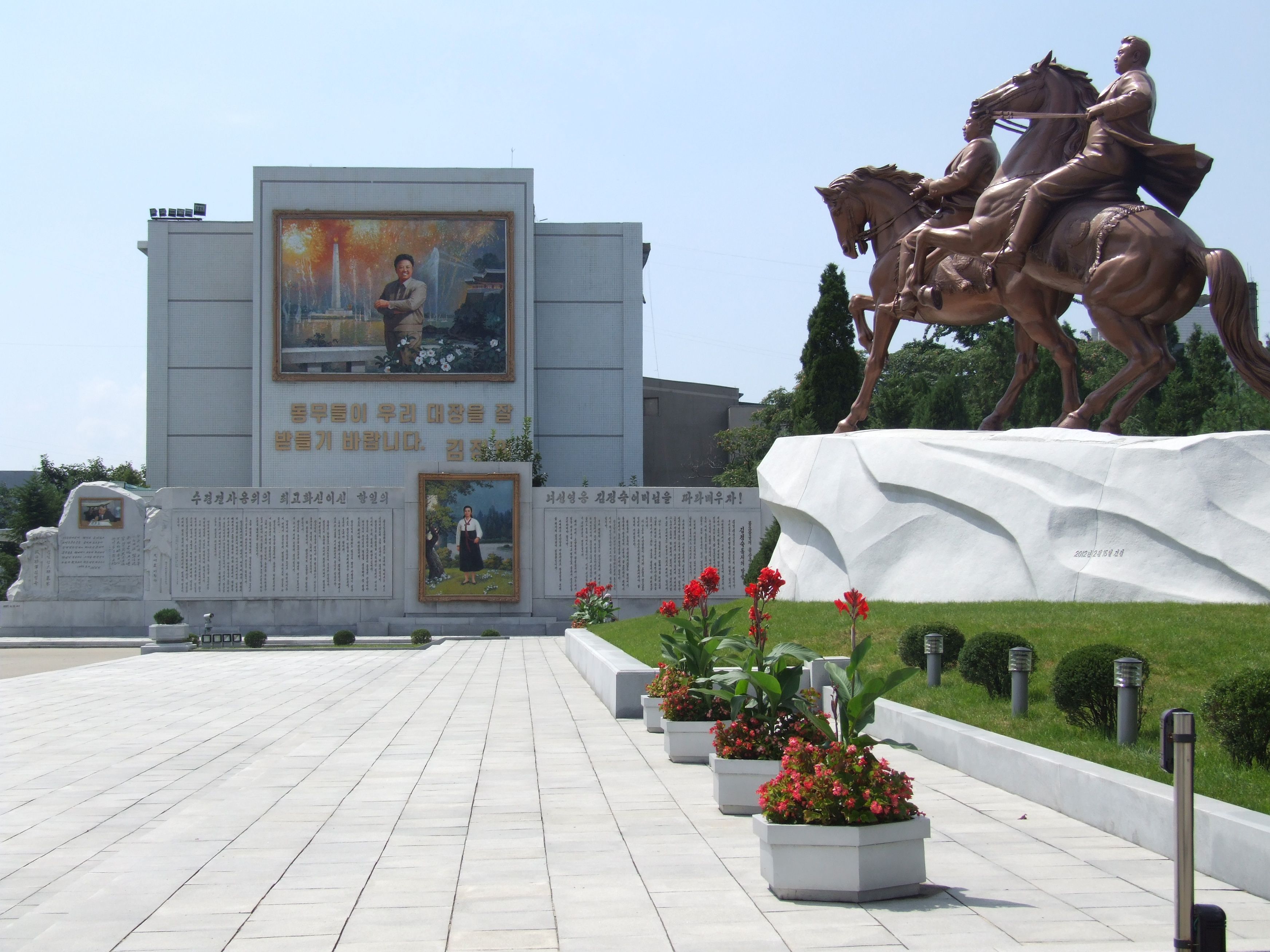
萬壽臺創作社

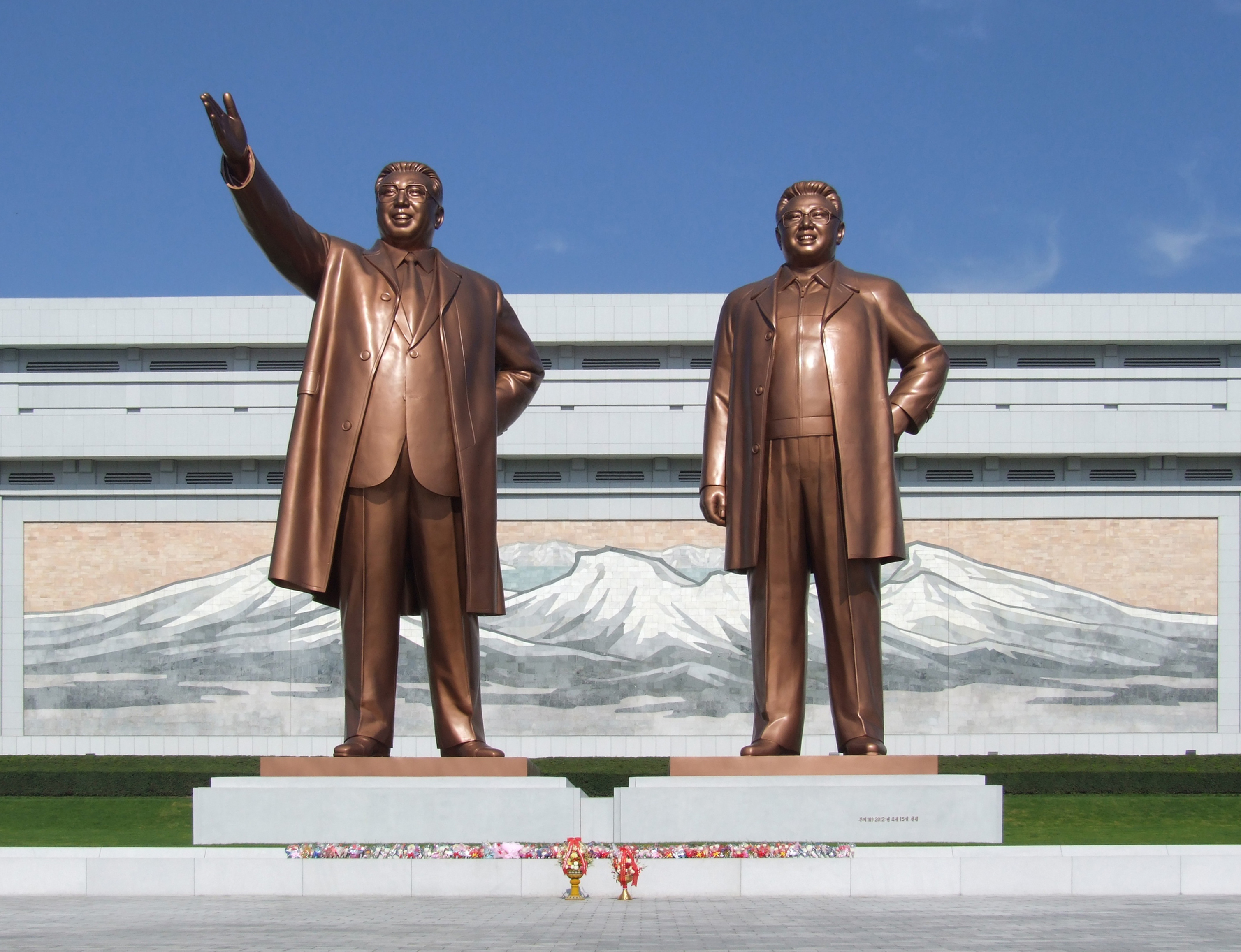
萬壽臺創作社製作的金日成像與金正日像

萬壽臺創作社（朝鲜语：／）是朝鮮技術和水準最高的藝術創作機構，成立於1959年。
萬壽臺創作社匯集了各個藝術品類的藝術工作者從事創作，包括朝鮮畫、刺繡、陶瓷等。朝鮮國家性的地標建築和重大活動的模型也由萬壽臺創作社製成，如平壤萬壽臺的萬壽臺大紀念碑以及金日成、金正日的銅像和肖像畫等。

## 外部連結
- 我的國家：万寿台创作社 美术作品展览馆 （页面存档备份，存于）